# Purpuricenus opacus
Purpuricenus opacus là một loài bọ cánh cứng trong họ Cerambycidae.